# ジョー・ウィリス
ジョー・ウィリス（Joe Willis、1988年8月10日 - ）は、アメリカ合衆国出身のプロサッカー選手。ポジションはGK。メジャーリーグサッカー・ナッシュビルSC所属。

## クラブ経歴
2011年MLSスーパードラフトの3巡目（全体50人目）でD.C. ユナイテッドに指名された。3月16日にクラブとプロ契約を締結。8月13日のバンクーバー・ホワイトキャップス戦でプロデビューを果たした。
2014年12月8日、チームメイトのサミュエル・インコームと共にヒューストン・ダイナモに移籍。この取引でヒューストン・ダイナモからはアンドリュー・ドライバーと2016年MLSスーパードラフト4巡目指名権がトレードされた。
2019年11月、ザレク・ヴァレンティンとのトレードでナッシュビルSCに移籍。

## タイトル

### クラブ
D.C. ユナイテッド
- USオープンカップ: 2013

ヒューストン・ダイナモ
- USオープンカップ: 2018